# 平知信
平 知信（たいら の とものぶ）は、平安時代後期の貴族。桓武平氏高棟流、春宮亮・平経方の子。官位は従四位上・出羽守。知信の家系はいわゆる「日記の家」に属し、知信も『平知信朝臣記』を残した。

## 経歴
白河院政期前期の承徳元年（1097年）蔵人所雑色に補せられる。また、大学に入って文章生となり、康和4年（1102年）高階宗章の叙爵を受けて、雑色であった知信が後任として六位蔵人に補任された。長治2年（1105年）検非違使左衛門少尉任官を経て、嘉承2年（1107年）従五位下に叙せられた。
嘉承年間（1106年-1107年）頃より関白・藤原忠実の家司としての活動が見え始めるが、高い実務能力を買われて、その後も長きにわたって忠実家の家司として活躍した。天仁元年（1108年）兵部少輔に任ぜられる。天永・永久・元永（1110年-1119年）にかけて忠実の許で実務を熟す様子が多く記されている。
鳥羽院政期初頭の天承2年（1132年）正五位下・少納言に叙任される。保延（1135年-41年）頃に出羽守として地方官も務めた。
康治2年（1143年）12月29日に重病により出家。最終官位は前出羽守従四位上。翌康治3年（1144年）2月19日卒去。

## 官歴
- 承徳元年（1097年） 12月29日：蔵人所雑色[2]
- 時期不明：文章生[2]
- 康和4年（1102年） 2月1日：六位蔵人[2]
- 長治2年（1105年） 正月27日：検非違使尉[2]。3月4日：見左衛門少尉[2]
- 嘉承2年（1107年） 正月5日：従五位下?[3]。10月22日：見藤原忠実家職事[2]
- 時期不詳：
- 天仁元年（1108年） 8月29日：兵部少輔[2]
- 天永3年（1112年） 8月21日：藤原忠実家司
- 永久4年（1116年） 12月17日：見兵部少輔伊予介従五位上[4]
- 天承2年（1132年） 正月22日：少納言[5]。2月28日：正五位下[2]
- 保延3年（1137年） 7月17日：見出羽守[6]
- 康治2年（1143年） 12月29日：出家（前出羽守従四位上）[7]
- 康治3年（1144年） 2月19日：卒去[8]

## 系譜
- 父：平経方
- 母：藤原雅信の娘
- 妻：藤原惟信の娘
  - 三男：平信範（1112-1187）
- 生母不明の子女
  - 長男：平時信（?-1149）
  - 次男：平知範（?-?）